# Sesamia rufescens
Sesamia rufescens är en fjärilsart som beskrevs av Karl Schawerda 1916. Sesamia rufescens ingår i släktet Sesamia och familjen nattflyn. Inga underarter finns listade i Catalogue of Life.